# Quadrangle de Bell Regio
Le quadrangle de Bell Regio (littéralement : quadrangle de la région de Bell), aussi identifié par le code USGS V-9, est une région cartographique en quadrangle sur Vénus. Elle est définie par des latitudes comprises entre 25° et 50° N et des longitudes comprises entre 30° et 60° E,. Il tire son nom de la région de Bell.